# 三月花葵
三月花葵（学名：Lavatera trimestris）为锦葵科花葵属的植物。原产欧洲地中海沿岸。中国北京动物园曾有栽培，主供园林观赏用。

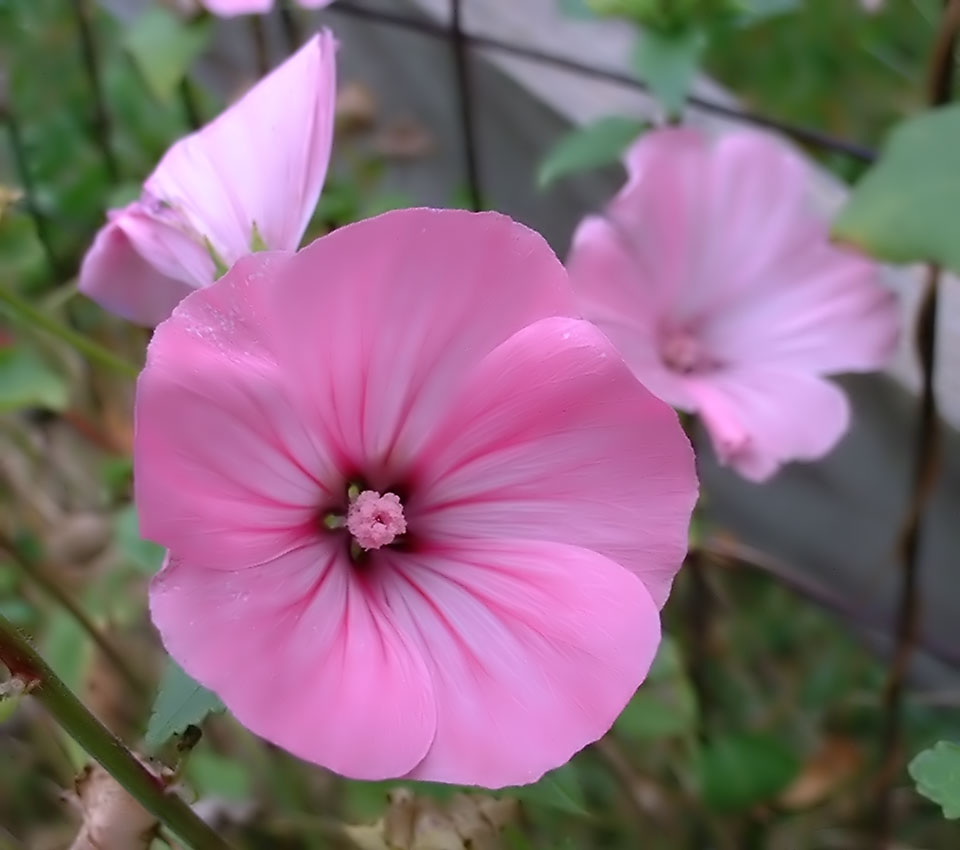

## 别名
裂叶花葵